# Динара (природний парк)
Природний парк Дінара — 12-й природний парк Хорватії. Йога площа 63 052 гектари (630,52 км2). Він розташований на території Сплітсько-Далматинської жупанії та Шибеницько-Кнінської жупанії . Це другий за величиною природний парк Хорватії (найбільший природний парк Велебіт).

## Територія
22 травня 2020 року в Кніні відбулася публічна презентація в рамках громадського розгляду Закону про проголошення природного парку «Дінара». У презентації брали участь
- міністр охорони навколишнього середовища та енергетики Томіслав Чорич,
- префект округу Шибеник-Кнін Горан Паук,
- префект округу Спліт-Далмація Блаженко Бобан,
- мер Кніна Марко Єліч,
- а також громадяни, представники неурядових організацій та зацікавлені особи.

## Біорізноманіття
Динарський карст є міжнародно визнаним явищем, яке охоплює набагато ширшу територію, і він був названий на честь Дінари як типового місця розташування. Це найбільший природний карстовий об'єкт у світі з відкладеннями товщиною вісім кілометрів і з високорозвиненими карстовими полями, що містять усі карстові явища.
Район Дінари надзвичайно багатий ендемічними та зникаючими видами. Тут росте понад 1000 видів рослин (п'ята частина всієї хорватської флори), з яких 75 є національними ендеміками. Відомо понад 20 ендемічних видів тварин, у тому числі один ссавець — динарська полівка. На Дінарі знаходиться найвища вершина Республіки Хорватія — Дінара, також відома під назвою Сінял (1831 метр). На території природного парку «Дінара» розташовано 11 територій екомережі (2 території для птахів і 9 для видів і їх середовища існування), таким чином, 87 % площі природного парку «Дінара» також є територією екологічної мережі Natura 2000. Високі динарські луки (rudina) є найважливішим середовищем проживання ендемічної гірської гадюки (Vipera ursinii macrops) у Хорватії.